# ソラフェニブ
ソラフェニブ（英: Sorafenib）は、腎癌・肝細胞癌に対して用いられる分子標的治療薬の一つ。バイエル薬品とオニキス・ファーマシューティカルが開発し、ソラフェニブのトシル酸塩が製剤化されている。2009年9月現在、腎細胞癌に対して80ヵ国以上、肝細胞癌に対して70ヵ国以上で承認されている。商品名はネクサバール®（Nexavar）。 

## 効能または効果
- 根治切除不能または転移性の腎細胞癌
- 切除不能な肝細胞癌
- 根治切除不能な甲状腺癌

## 薬理
ソラフェニブには大きく言って2つの作用点がある。B-Rafのキナーゼ活性やc-KIT受容体のチロシンキナーゼ活性などを阻害することで腫瘍進行を阻止する一方で、血管内皮増殖因子受容体（VEGFR）や血小板由来成長因子受容体（PDGFR）のチロシンキナーゼ活性を阻害し腫瘍血管形成に対抗する。奏効率は4％程度だが、対プラセボで無増悪生存率を4倍に延長させたとされ、腎細胞癌などに有効である。

## 副作用
重大な副作用は、手足症候群、剥脱性皮膚炎がほとんど。
但し、中毒性表皮壊死融解症や皮膚粘膜眼症候群や多形紅斑がまれにある。出血はごく軽いものもあわせて全体の10％程度の人にあり重篤な場合は使用を中止する。肝機能障害やそれにともなう肝性脳症があらわれることがあり、異常が認められた場合には本剤を減量休止する。
その他の副作用は、リパーゼ上昇、手足症候群、アミラーゼ上昇、発疹、脱毛、下痢、高血圧、疲労、食欲不振、GOT上昇など。